# General Sergei
O General Andrei Sergei é um personagem ficcional, presente nas histórias em quadrinhos do Universo Marvel, publicadas pela Marvel Comics. Apareceu pela primeira e única vez na mini-série "X-Men: Os Libertadores", publicada nos E.U.A. em 1998.
O General Sergei é um típico militar russo. Eficiente cumpridor de ordens, nunca negou as recomendações que lhe eram passadas. Devido ao seu excelente histórico, quando a União Soviética admitiu a existência de  mutantes, ele foi nomeado para a chefia da Província 13, uma base secreta na Sibéria destinada a avaliar crianças com potencial mutante, em regime de internato, tencionando usá-las como armas para o governo.
Porém, a vida do General entrou em desgraça quando seu próprio filho nasceu mutante, sendo deformado e possuindo o "toque da morte", do qual apenas seus pais eram imunes. O General não hesitou em cumprir seu dever e levou-o para a Província 13, o que fez com que sua mulher o deixasse. Ironicamente, porém, a maioria dos "supostos mutantes" levados para a base não demonstrou habilidades extraordinárias e, com o fim da União Soviética, a base foi ficando cada vez mais abandonada, tornando-se motivo de piadas.